# 柏市
柏市（日语：／ Kashiwa shi */?）是日本千叶县西北部的一个商业城市，目前為中核市、業務核都市，人口數居縣内第五。柏市北邊以利根川與茨城縣相鄰，東邊則以手賀沼與我孫子市相隔。當地的中心地區是東武野田線、JR常磐線、國道6號和國道16號交會的交通要衝，北部則有首都圈新都市鐵道筑波快線通過，以及市內大學、研究所和產學連攜設施聚集的文教區柏之葉地區。境內的商圈人口數約252萬人。

## 地理
市域大半由下總台地與谷津田所構成，北端利根川沿岸與東端手賀沼附近則為低地。海拔最低點為手賀沼周邊低地，約5公尺，最高點為南端台地地區，約32公尺。

## 歷史
地名由來不明，目前較可信的說法是源自於河岸場。在明治以前，東葛地域的松戶、流山、野田等受惠於水運，是最為繁榮的地區。位於現在柏市中心的柏村、千代田村雖位於水戶街道旁，但未設宿驛，發展受阻。
大正時代，北總鐵道（現東武野田線）開通後，柏站成為交通節點，車站周邊逐漸發展。1960年代起，成為東京的通勤城鎮而人口急增。1970年代以後，SOGO、高島屋、丸井等百貨店陸續進駐，作為東京衛星都市商業區而蓬勃發展。1980年代前後，柏站周邊陸續開設以年輕顧客為主的商業設施，東葛地域（舊東葛飾郡北部）商業中心都市地位由松戶轉移至柏。
2005年（平成17年），首都圈新都市鐵道筑波快線開通，東京大學、千葉大學、產學連攜設施進駐北部的柏之葉地區，郊外型購物中心與公寓開發也十分活躍。
- 1478年（文明10年） 市內的境根原（現柏市酒井根）爆發境根原合戰（日语：境根原合戦）。本地豪族匝瑳氏加入戰鬥。
- 江戶時代 利根川、江戶川的水運興盛，沿岸的聚落蓬勃發展。位於現在市域北部的布施村（現布勢）因為在連結加村河岸（現流山市加）的鮮魚輸送路徑而繁忙。
- 明治時代 舊柏村在明治時代初期以前是位在水戶街道的小金宿與我孫子宿之間，舊富勢村史曾記載為困苦的貧村。
- 1881年（明治14年） 水戶街道升格國道，設置驛傳取締所（駅伝取締所），開始具備宿驛的機能。
- 1889年（明治22年）10月1日 市制、町村制施行，柏村與戶張村、篠籠田村、松崎村、高田村等合併為千代田村，同日與豐四季村（日语：豊四季村）合組千代田村、豐四季村組合。
- 1896年（明治29年）12月25日 日本鐵道土浦線（田端〜土浦間）開業，設置柏站。
- 1911年（明治44年）5月9日 千葉縣營鐵道（柏〜野田町間）開業。
- 1914年（大正3年）10月10日 千代田村、豐四季村組合解散，為千代田村（日语：柏町 (千葉県)）。
- 1923年（大正12年）12月27日 舊北總鐵道的柏－船橋間開業。
- 1924年（大正13年）4月10日 千葉縣立東葛飾中學校（現在千葉縣立東葛飾高等學校（日语：千葉県立東葛飾高等学校）的前身。）開校。
- 1926年（大正15年）9月15日 千代田村施行町制，為柏町（日语：柏町 (千葉県)）。柏站設置後，車站周邊形成新市區，因此將原來千代田村內大字之一的「柏」作為新町名。
- 滿州事變後－柏成為陸軍軍都，設有陸軍柏飛行場（日语：柏飛行場）、高射砲連隊、柏陸軍醫院（日语：柏陸軍病院）（現在的柏市立柏醫院）等。
- 1954年（昭和29年）
  - 9月1日 柏町與土村（日语：土村）、田中村（日语：田中村 (千葉県)）、小金町合併施行市制，為東葛市（とうかつし）。但小金町有力人士多為親松戶派，合併後仍持續在千葉縣議會前抗議。
  - 10月15日 部分（所謂的根木內地區）舊小金町域編入松戶市。
  - 11月1日 富勢村分別併入東葛市與我孫子町（現我孫子市）。
  - 11月15日 東葛市改稱柏市。
- 1955年（昭和30年）12月25日凌晨 舊市役所發生大火，造成柏市中心大規模災害。
- 1964年東京奧運後，柏市對於都市更新的期望日趨強烈，柏站前再開發事業成為1969年（昭和44年）施行的都市再開發法（日语：都市再開発法）第1號計畫。
- 1971年（昭和46年）4月20日 柏市內的國鐵常磐線複複線化完工。
- 1972年（昭和47年）10月2日 柏站開設快速月台，提供快速電車停車（中距離電車僅日間停車，1980年（昭和55年）9月30日起全部停車）。
- 1973年（昭和48年）
  - 10月6日 柏站東口的行人天橋開放使用，為日本首例。
  - 10月10日 柏站前SOGO開幕。
  - 11月2日 柏站西口高島屋開幕，站前再開發事業告一段落。
- 2005年（平成17年）
  - 3月28日 沼南町（日语：沼南町）編入。
  - 8月24日 首都圏新都市鐵道筑波快線開業。
- 2006年（平成18年）度起採用「地方車牌（日语：ご当地ナンバー）」，柏市與我孫子市的汽車車牌改為「柏」。
- 2008年（平成20年）伊藤火腿（日语：伊藤ハム）製造工廠地下水檢出氰化物[2]。
- 2010年（平成22年）8月5日 人口突破40萬人[3]。

### 政令指定都市構想
1990年代以後，開始興起與周邊市町合併升格政令指定都市的構想。2001年（平成13年），本市與流山市、我孫子市、沼南町設置合併研究會，在流山市與我孫子市相繼退出後，2003年（平成15年）與沼南町協議設置合併協議會，2005年（平成17年）3月28日合併。此時人口約38萬人，面積約115平方公里，達升格中核市的面積要件，2008年（平成20年）4月1日成為中核市。此外，合併前的舊柏市人口為333,519人，面積72.91平方公里。
現在，柏市與野田市、我孫子市、流山市、松戶市、鎌谷市等「東葛6市」提出合併升格政令指定都市的構想，成立東葛廣域行政連絡協議會，2006年（平成18年）5月設置政令指定都市問題研究會 （页面存档备份，存于），並在2006年度（平成18年度）、2007年度（平成19年度）兩年進行基礎資料的收集分析、廣域課題的整理、政令指定都市制度的研究與東葛地域模擬調查等，該會表示「未以合併為前提」。此外，2008年（平成20年）7月，為了具體驗政升格政令指定都市的效果與影響、意義等，松戶市、柏市設立 松戶市、柏市政令指定都市研究會 （页面存档备份，存于）。另一方面，船橋市與市川市也有類似構想，松戶市與鎌谷市也謀求與之合併。負責研究4市合併升格政令指定都市的「東葛飾、葛南地域4市政令指定都市研究會」2007年（平成19年）4月開始運作，2009年（平成21年）3月提出報告書後宣布結束。千葉縣廳在2000年（平成12年）擬定的市町村合併推進要綱未提及政令指定都市構想，2006年（平成18年）擬定的市町村合併推進要綱雖然未正式決定，但將此區列為「加速合併升格政令指定都市的地區」。

## 人口
| 柏市人口分布圖 |                                             |  |
| 柏市與日本全國年齡別人口分布比較圖 （2005年資料） | 柏市的年齡、男女別人口分布圖 （2005年資料） |  |
| ■紫色是柏市 ■綠色是全国 | ■藍色是男性 ■紅色是女性                     |  |
| 柏市人口變化 \| 1970年 \| 169,115人 \| \| \| 1975年 \| 225,215人 \| \| \| 1980年 \| 272,904人 \| \| \| 1985年 \| 311,155人 \| \| \| 1990年 \| 347,002人 \| \| \| 1995年 \| 362,880人 \| \| \| 2000年 \| 373,778人 \| \| \| 2005年 \| 380,963人 \| \| \| 2010年 \| 404,012人 \| \| \| 2015年 \| 413,954人 \| \| \| 2020年 \| 426,468人 \| \| |                                             |  |
| 資料來源：日本總務省統計中心提供之人口普查數據 |                                             |  |
| 1970年 | 169,115人                                   |  |
| 1975年 | 225,215人                                   |  |
| 1980年 | 272,904人                                   |  |
| 1985年 | 311,155人                                   |  |
| 1990年 | 347,002人                                   |  |
| 1995年 | 362,880人                                   |  |
| 2000年 | 373,778人                                   |  |
| 2005年 | 380,963人                                   |  |
| 2010年 | 404,012人                                   |  |
| 2015年 | 413,954人                                   |  |
| 2020年 | 426,468人                                   |  |

## 行政
- 市長：秋山浩保（日语：秋山浩保）（あきやまひろやす）2009年11月21日就任、第6代市長

### 行政機關
- 法務省
  - 千葉地方法務局柏支局
- 國土交通省
  - 千葉國道工事事務所柏維持修繕出張所
- 財務省
  - 稅關研修所
  - 國稅廳東京國稅局柏稅務署
- 千葉縣
  - 柏縣稅事務所

### 警察
- 柏警察署（日语：柏警察署）（管轄柏市全域）
新柏交番、高田原交番、旭町交番、柏站前交番、北柏站前交番、豐四季站前交番、花野井交番、增尾站前交番、松葉町交番、綠丘交番、南柏站前交番、南增尾交番、光丘交番、大津丘交番、高柳交番、泉駐在所、手賀駐在所、藤谷駐在所、富勢駐在所、船戶駐在所
- 交通機動隊（日语：交通機動隊）柏分駐隊
- 第三機動隊（千葉縣警察（日语：千葉県警察）警備部）
- 東葛地區少年中心
- 警察廳科學警察研究所

### 自衛隊設施等
- 陸上自衛隊柏訓練場
- 海上自衛隊下總航空基地（日语：下総航空基地）（部分在鎌谷市）
- 航空自衛隊航空系統通信隊（日语：航空システム通信隊）送信所

#### 保健設施
- 柏市保健所
- 健康管理中心
- 醫療中心
- 中央保健中心
- 沼南保健中心

#### 消防
- 柏市消防局（日语：柏市消防局）
  - 柏市西部消防署
    - 富勢分署
    - 大室分署

  - 柏市東部消防署
    - 逆井分署
    - 光丘分署

  - 柏市旭町消防署
    - 西原分署

  - 柏市沼南消防署
    - 高柳分署

  - 柏市消防團本部
    - 消防團5方面42分團

## 經濟
柏市北部有十余二工業團地，東部有根戶工業團地，中部有柏三勢工業團地、柏機械金屬工業團地，根戶工業團地內有伊藤火腿東京工廠、ICHIKAWA（舊市川毛織）柏工場。南部增尾地區有Nikka Whisky柏工廠。
農業以蕪菁、蔥、菠菜等蔬菜栽培為主，1975年（昭和50年）左右開始種植中國蔬菜小白菜、榨菜。
柏之葉地區有東大柏創業廣場（東大柏ベンチャープラザ）、東葛科技廣場等先端產業育成中心設施，進行創業企業的育成。此外，柏之葉校園城市（柏の葉キャンパスシティ）是由三井不動產主導的民間合作新都市發展計畫。該計畫是源自2008年千葉縣、柏市、東京大學、千葉大學發表的，柏之葉校園城（柏の葉国際キャンパスタウン）構想。其中的智慧城市構想，是希望能打造藉由資訊科技管理社會基礎設施的環境型都市，因此設置了太陽能發電與智慧電網，目標成為次世代環境都市。另一項構想，則是透過民間合作的新型創新，成為國際學術研究都市。作為計畫中心的柏之葉都市設計中心（柏の葉アーバンデザインセンター、Urban Design Center Kashiwa-no-ha, UDCK）目前正在分階段進行實際測試。

### 為本社所在地的主要企業
- 三喜（日语：三喜）
- 三協Frontier（日语：三協フロンテア）
- Tuzuki（ツヅキ）
- 昭和控股（日语：昭和ホールディングス）
- Jason (企業)（日语：ジェーソン）
- 廣島建設（日语：広島建設）
- 京北超市（日语：京北スーパー）

### 市內設有事業所的主要企業
- 日立製作所集團
- 日立物流（日语：日立物流）
- 木村屋総本店（日语：木村屋総本店）
- 稻葉製作所（日语：稲葉製作所）
- 伊藤火腿（日语：伊藤ハム）
- Nikka Whisky（日语：ニッカウヰスキー）
- 新藤
- 任天堂（配送中心）
- Que-sais je?（日语：塾クセジュ）
- 凸版印刷
- 大日本印刷
  - DNP Techno Film（DNPテクノフィルム）
  - DNP Techno Polymer（DNPテクノポリマー）
- ICHIKAWA（日语：イチカワ）
- 東洋玻璃（日语：東洋ガラス）
- 昭和控股（日语：昭和ホールディングス）
- 岡本硝子（日语：岡本硝子）
- Senko（日语：センコー）
- 東方馬達（日语：オリエンタルモーター）

### 柏站周邊的商業設施
柏站周邊的商業設施請參照柏站。

### 市內主要商業設施（柏站周邊以外）
- PAZ新柏
- mallage柏（日语：モラージュ柏）
- 啦啦寶都柏之葉（日语：ららぽーと柏の葉）
- 永旺購物中心柏（日语：イオンモール柏）
- 永旺城（日语：イオンタウン）松崎
- Fields南柏（フィールズ南柏）
- Cure·La（キュア・ラ）
- 伊藤洋華堂開發營運的複合商業設施ARIO（アリオ)計畫進駐大島田（舊沼南町地區）。

## 姐妹都市、提攜都市
- 托倫斯市（美國加利福尼亞州）
- 承德市（中華人民共和國河北省）
- 關島（美國）
- 卡姆登市（澳洲新南威爾斯）
- 津輕市（青森縣）
- 只見町（福島縣南會津郡）
- 綾瀨市（神奈川縣）

## 地域

### 健康

#### 醫院
- 柏市立柏醫院
- 東京慈惠會醫科大學附屬柏醫院（日语：東京慈恵会医科大学附属柏病院）
- 國立癌研究中心東醫院
- 北柏復健總合醫院 （北柏リハビリ総合病院）
- 岡田醫院
- 柏厚生總合醫院
- 聖光丘醫院
- 柏南醫院
- 卷石堂醫院
- 千葉、柏復健醫院
- 窪谷產婦人科
- 千葉柏、田中醫院
- 手賀沼醫院
- 名戶谷醫院
- 初石醫院
- 深町醫院
- 大鷹之森醫院
- 辻仲醫院柏之葉

### 教育

#### 大學

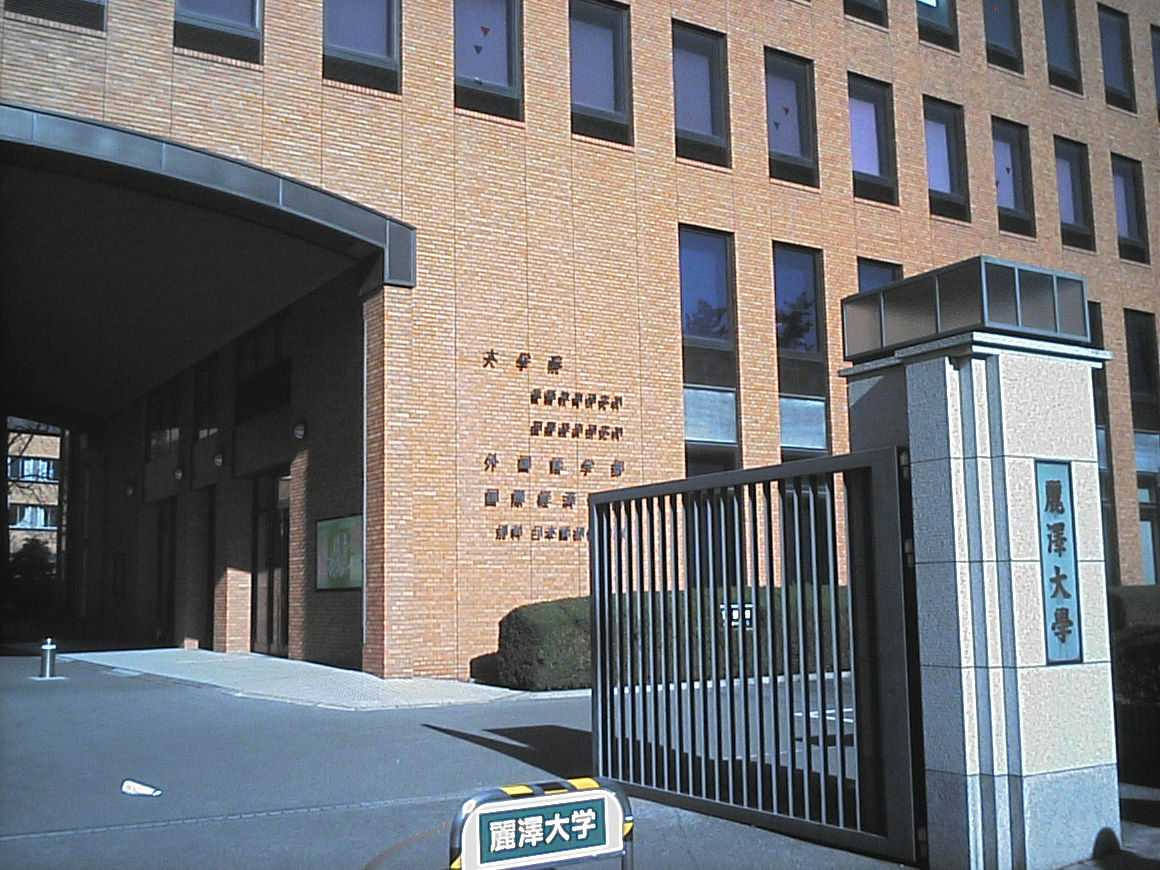
麗澤大學

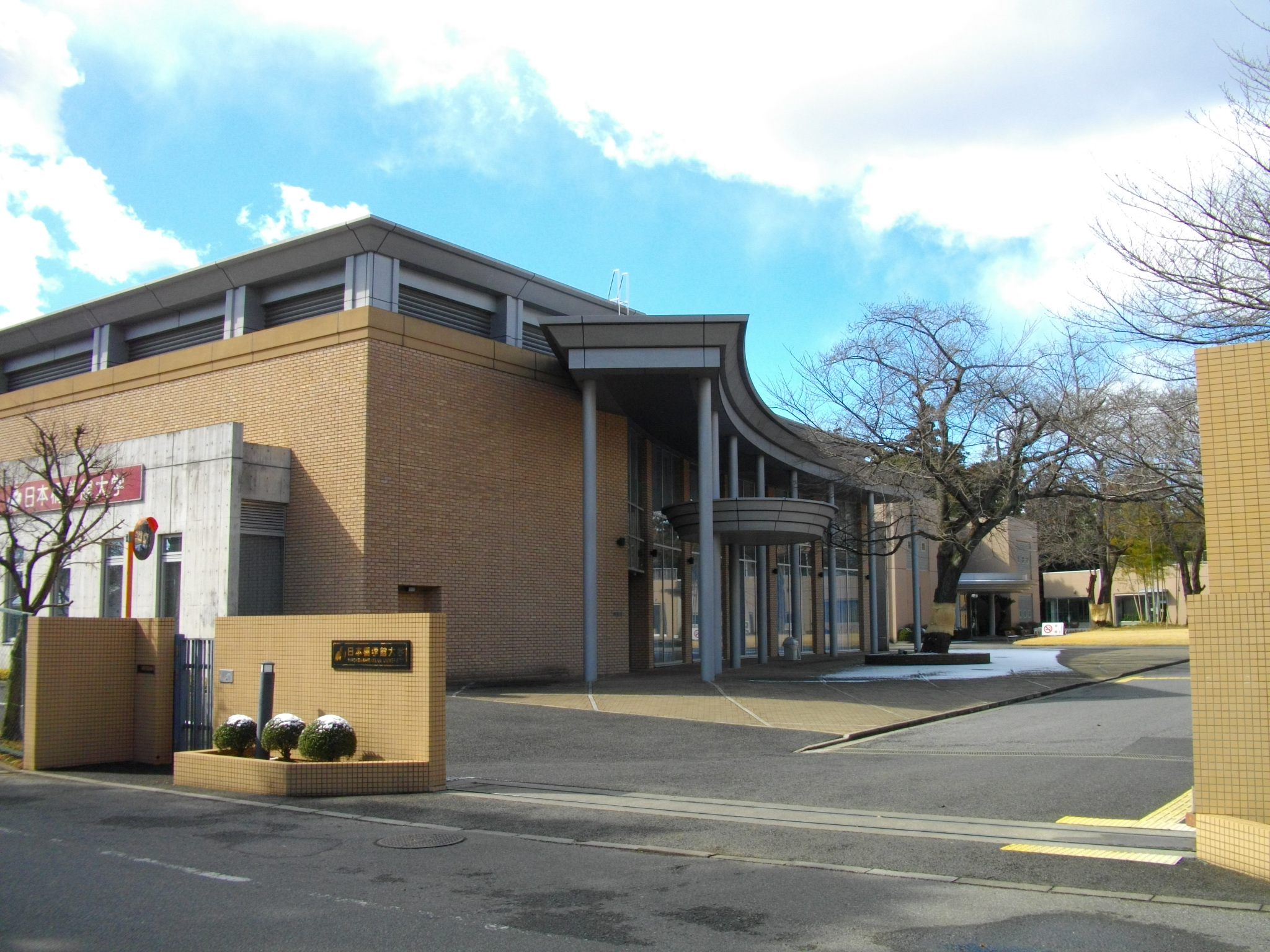
開智国際大学

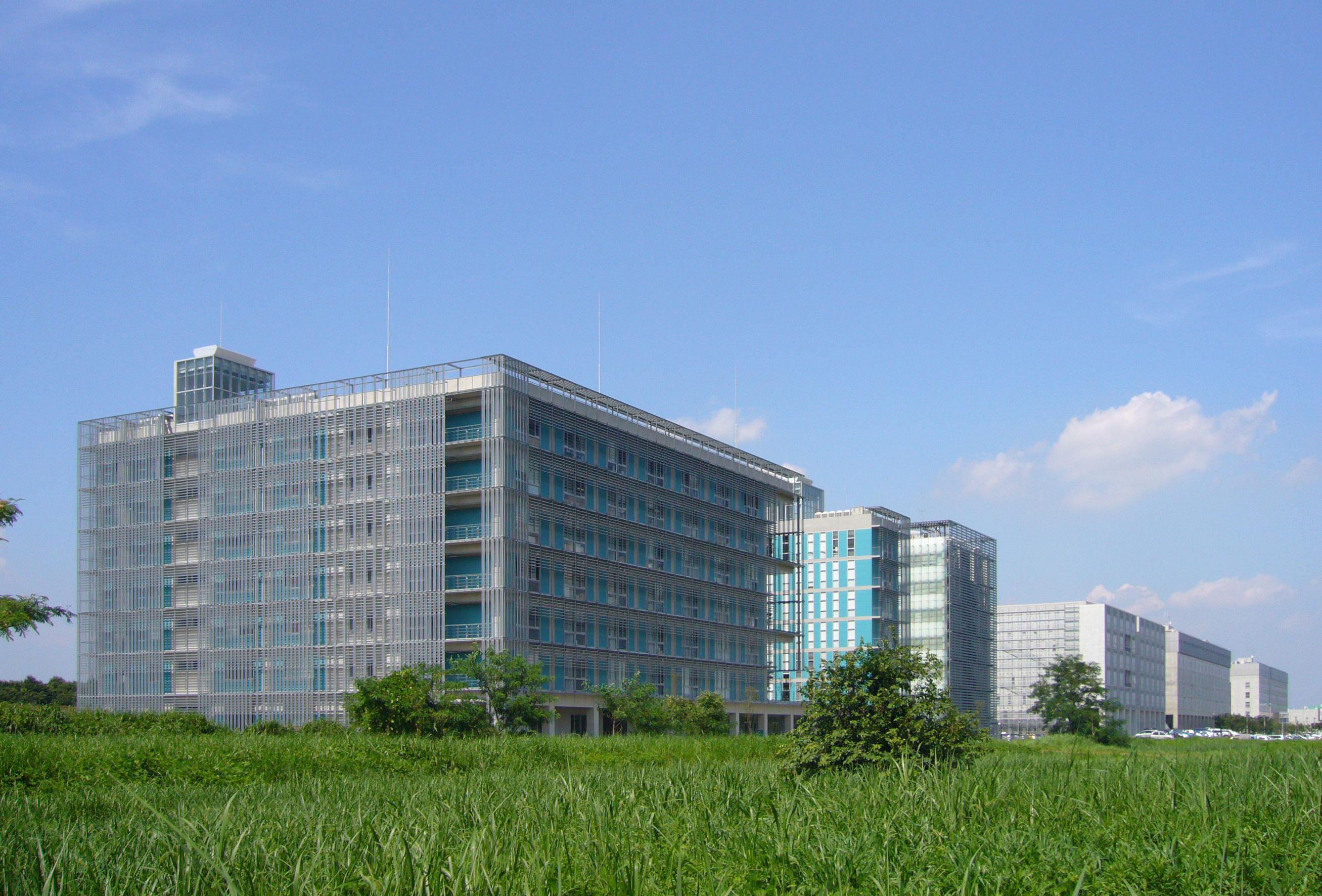
東京大學柏校區

- 麗澤大學
- 二松學舍大學（柏校區）
- 開智国際大学（日语：開智国際大学）
- 千葉大學環境健康領域科學中心（柏之葉校區）

- 東京大學柏地區校區（日语：東京大学柏地区キャンパス）

位於柏之葉校園站前的東京大學未來中心（暫名）預計在2014年（平成26年）完工。

#### 高等學校
- 公立

- 千葉縣立柏高等學校（日语：千葉県立柏高等学校）
- 千葉縣立柏中央高等學校（日语：千葉県立柏中央高等学校）
- 千葉縣立柏之葉高等學校（日语：千葉県立柏の葉高等学校）
- 千葉縣立沼南高等學校（日语：千葉県立沼南高等学校）
- 千葉縣立沼南高柳高等學校（日语：千葉県立沼南高柳高等学校）

- 千葉縣立柏南高等學校（日语：千葉県立柏南高等学校）
- 千葉縣立柏陵高等學校（日语：千葉県立柏陵高等学校）
- 千葉縣立東葛飾高等學校（日语：千葉県立東葛飾高等学校）
- 柏市立柏高等學校（日语：柏市立柏高等学校）

- 私立
  - 麗澤高等學校（日语：麗澤中学校・高等学校）
  - 柏日體高等學校（日语：柏日体高等学校）
  - 芝浦工業大學柏高等學校（日语：芝浦工業大学柏中学高等学校）
  - 二松學舍大學附屬柏高等學校（日语：二松學舍大学附属柏中学校・高等学校）
  - 流通經濟大學附屬柏高等學校（日语：流通経済大学付属柏高等学校）
  - 克拉克紀念國際高等學校（日语：クラーク記念国際高等学校）（柏校區）

#### 中學校
- 市立

- 柏中學校（日语：柏市立柏中学校）
- 柏第二中學校
- 柏第三中學校
- 柏第四中學校（日语：柏市立柏第四中学校）
- 柏第五中學校（日语：柏市立柏第五中学校）
- 大津丘中學校
- 風早中學校

- 酒井根中學校（日语：柏市立酒井根中学校）
- 逆井中學校
- 高柳中學校
- 田中中學校
- 土中學校
- 手賀中學校
- 富勢中學校（日语：柏市立富勢中学校）

- 豐四季中學校
- 中原中學校（日语：柏市立中原中学校）
- 南部中學校
- 西原中學校
- 光丘中學校
- 松葉中學校

- 私立
  - 芝浦工業大學柏中學校（日语：芝浦工業大学柏中学高等学校）
  - 麗澤中學校（日语：麗澤中学校・高等学校）
  - 二松學舍大學附屬柏中學校（日语：二松學舍大学附属柏中学校・高等学校）

#### 小學校
- 市立

- 柏第一小學校（日语：柏市立柏第一小学校）
- 柏第二小學校（日语：柏市立柏第二小学校）
- 柏第三小學校（日语：柏市立柏第三小学校）
- 柏第四小學校
- 柏第五小學校（日语：柏市立柏第五小学校）
- 柏第六小學校
- 柏第七小學校（日语：柏市立柏第七小学校）
- 柏第八小學校（日语：柏市立柏第八小学校）
- 田中小學校
- 田中北小學校
- 旭小學校
- 旭東小學校
- 手賀西小學校
- 大津丘第一小學校

- 酒井根小學校
- 酒井根東小學校
- 酒井根西小學校
- 土小學校（日语：柏市立土小学校）
- 土南部小学校
- 富勢小學校（日语：柏市立富勢小学校）
- 富勢西小學校
- 富勢東小學校
- 松葉第一小學校
- 松葉第二小學校
- 十余二小學校
- 風早南部小學校
- 手賀東小學校
- 大津丘第二小學校

- 中原小學校
- 高田小學校（日语：柏市立高田小学校）
- 名戶谷小學校（日语：柏市立名戸ヶ谷小学校）
- 花野井小學校
- 豐小學校
- 藤心小學校
- 增尾西小學校
- 逆井小學校
- 西原小學校
- 光丘小學校（日语：柏市立光ヶ丘小学校）
- 柏之葉小學校
- 風早北部小學校
- 高柳小學校
- 高柳西小學校

#### 幼稚園
- 市立
  - 柏市立柏幼稚園

- 私立

- 大津丘幼稚園
- 風早幼稚園
- 柏幼稚園
- 柏櫻幼稚園
- 柏東幼稚園
- 柏惠幼稚園
- 北柏幼稚園
- 栗之木幼稚園
- 柏陽幼稚園

- 酒井根幼稚園
- 沼南幼稚園
- 紫幼稚園
- 增尾幼稚園
- 第二增尾幼稚園
- 高柳台幼稚園
- 田中幼稚園
- 手賀之丘幼稚園
- 富勢幼稚園

- 豐四季幼稚園
- 晴山幼稚園
- 和撒那幼稚園
- 松崎幼稚園
- 松葉幼稚園
- 南柏幼稚園
- 百合園幼稚園
- 麗澤幼稚園

#### 認證幼兒園
- 私立
  - 柏小鳩幼兒園（日语：柏こばとこどもえん）
  - 認定幼兒園綠
  - 胡桃幼稚園、北柏站前保育園蕨

#### 特別支援學校
- 千葉縣立柏特別支援學学校

#### 專修學校
- 大原簿記法律專門學校（日语：学校法人大原学園）柏校
- 巴黎總合美容專門學校

#### 學校教育以外的設施

##### 設施等機關
- 氣象大學校
- 國土交通大學校（柏研修中心）

科學警察研究所

##### 保育所
- 公立

- 櫻台保育園
- 若葉保育園
- 曙保育園
- 東中新宿保育園
- 豐四季保育園
- 增尾保育園
- 豐往保育園
- 土南部保育園

- 豐四季乳兒保育園
- 西原保育園
- 豐町保育園
- 富士見保育園
- 酒井根保育園
- 名戶谷保育園
- 田中保育園

- 旭町保育園
- 東町保育園
- 高野台保育園
- 篠籠田保育園
- 松葉保育園
- 高柳保育園
- 高柳西保育園

- 私立

- 光隣保館保育園
- 大田保育園
- 花之井保育園
- 柏保育園
- 愛美保育園
- 卷石堂櫻保育園
- 柏之葉校園保育園

- 南高柳保育園
- 吉野澤保育園
- Cocofump Nursery柏之.葉
- 柏逆井保育園
- 戶張保育園
- 小學館學院 柏篠籠田之森保育園

- 西口保育園
- VIVANT保育園
- 愛保育園柏田中站前
- WIS南柏保育園
- 柏中央保育園

##### 汽車駕駛學校
- 柏自動車教習所
- 柏南自動車教習所（日语：柏南自動車教習所）
- 西柏自動車教習所

### 體育設施

#### 柏市的設施

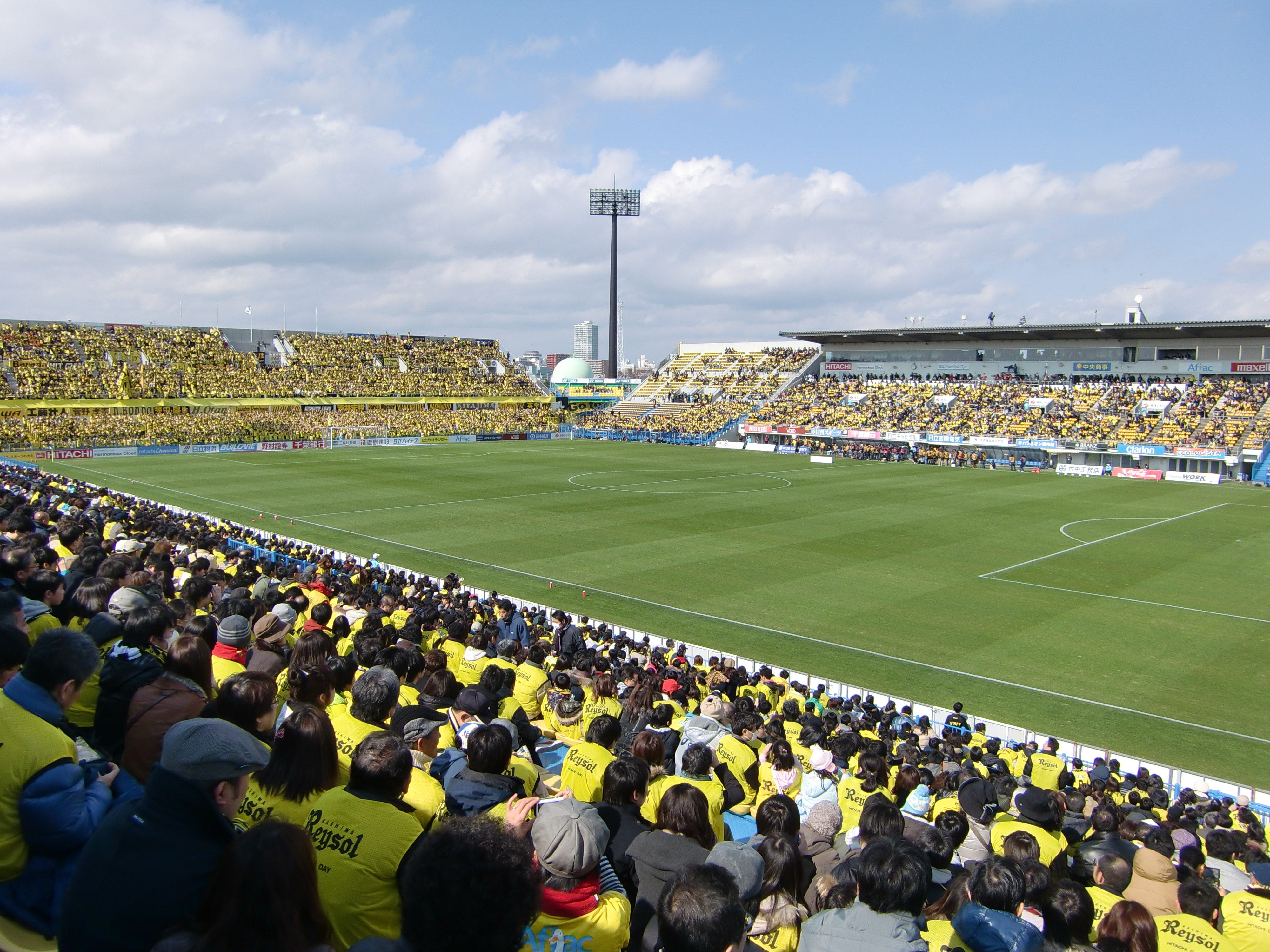
日立柏足球場的內觀

- 柏市中央體育館（日语：柏市中央体育館）
- 柏市沼南體育館、五人制足球場
- 利根自行車道
- 冒險之森超越障礙訓練場
- 健身廣場柏

#### 千葉縣的設施
- 千葉縣立柏之葉公園總合競技場（日语：柏の葉公園総合競技場）
- 千葉縣立柏之葉公園共同體體育館
- 千葉縣立柏之葉公園硬式野球場

#### 其他
- 吉田紀念網球研修中心（日语：吉田記念テニス研修センター）

#### 體育隊伍
以柏為主場的隊伍
- 柏雷素爾（J聯盟）
- JX-ENEOS向日葵（日语：JX-ENEOSサンフラワーズ）（W聯盟）
- 柏天使十字架（日语：柏エンゼルクロス）（V聯盟的挑戰聯賽（日语：チャレンジリーグ (バレーボール)））
- 柏鷹TOR'82（五人制足球F聯盟準會員聯盟（日语：Fリーグ準会員リーグ））
- YBCフェニーズ（日语：YBCフェニーズ）（俱樂部球隊 (社會人棒球)）
- 積水化學（日语：積水化学工業）女子陸上競技部
- Celes拳擊館（日语：セレスボクシングスポーツジム）（職業拳擊（日语：日本プロボクシング協会））

JR東日本硬式棒球部在富勢地區有棒球場。
男子籃球企業體育隊伍東京日立陽光搖滾的練習主場也在日立台。日本橄欖球頂級聯盟的NEC綠火箭主場在我孫子市，但每年都會在柏之葉總合競技場舉行主場賽事。

### 文化設施
- AMUSE柏（アミュゼ柏）
- 柏市民畫廊
- 柏市民文化會館
- 柏市中央公民館
- 清爽千葉縣民廣場（日语：さわやかちば県民プラザ）

柏之葉地區的縣立生涯學習設施。
- 過去柏市立砂川美術工藝館曾收藏人間國寶染色家芹澤銈介（日语：芹沢けい介）的作品，2007年（平成19年）6月29日閉館後，交由柏市鄉土資料展示室管理。
- 柏星象儀

圓頂直徑6公尺，為日本公立第二小、關東最小的星象儀。

### 公園
- 千葉県立柏之葉公園（日语：柏の葉公園）

植物園、池、柏之葉公園總合競技場、草場、社區體育館等。
- 曙山農業公園、曙山公園（日语：あけぼの山公園）

風車、農業資料館、烤肉花園、超越障礙訓練場、自行車道等。
- 柏故鄉公園、北柏故鄉公園

手賀沼花火大會的柏會場。
- 柏公園

賞櫻景點。
- 手賀之丘公園

超越障礙訓練場、露營場、烤肉廣場
- 千葉縣立手賀沼自然接觸綠道
- 增尾城址（日语：増尾城）總合公園

### 住宅團地
- 光丘團地（日语：光ヶ丘団地）
- 荒工山團地
- 豐四季台團地（日语：豊四季台団地）
- 北柏Life Town（北柏ライフタウン）
- 大津丘團地

## 交通

### 鐵路

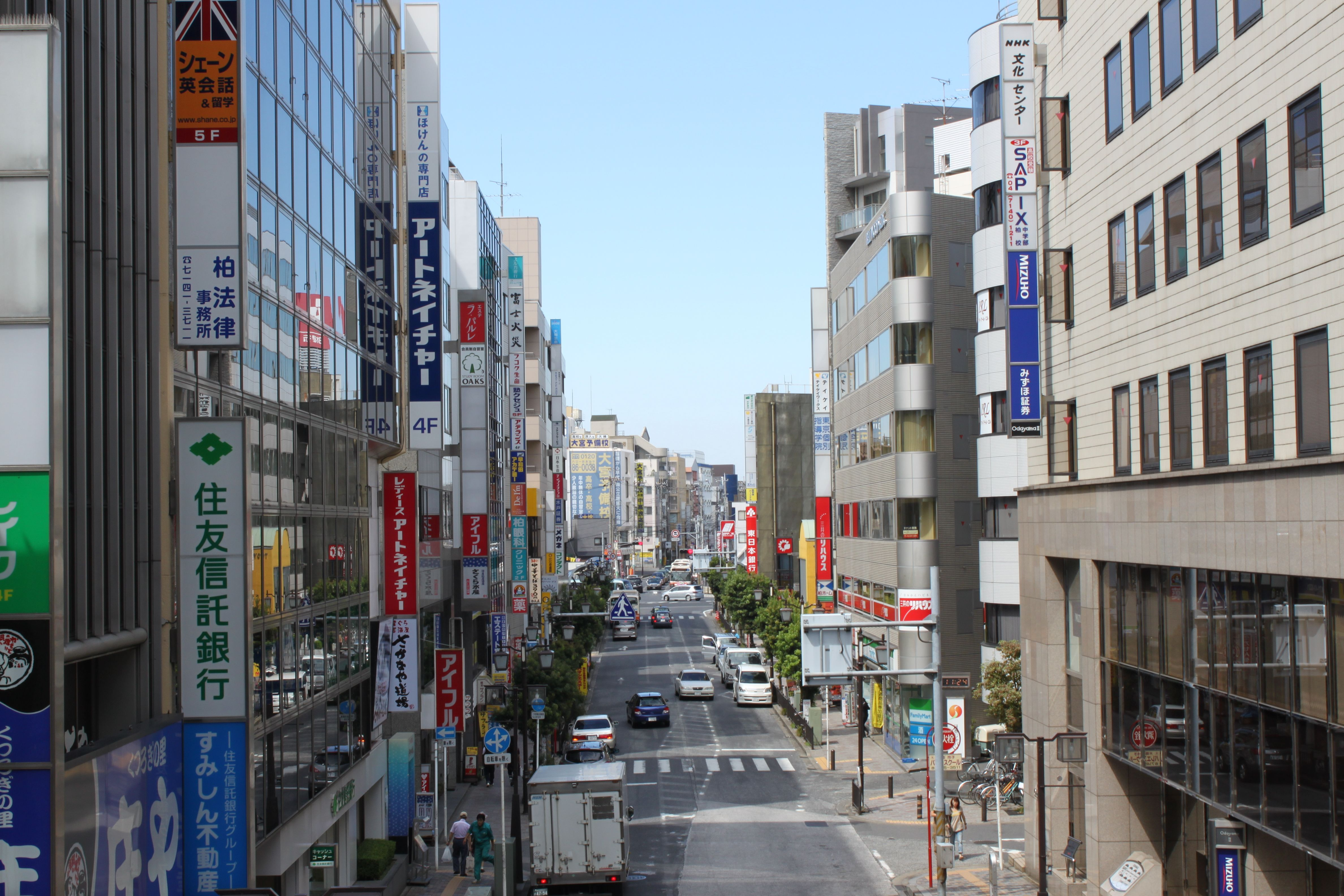
柏站西口

柏市內有東日本旅客鐵道、東武鐵道、首都圈新都市鐵道的車站。北總線、成田機場線通過新鎌谷站－西白井站之間的舊沼南町市域，但未有設站。此外，鄰接流山市的地區可利用流山市的野田線初石站、江戶川台站，南部鄰接松戶市的地區可利用松戶市的新京成電鐵新京成線常盤平站、五香站等。中心車站為柏站。
東日本旅客鐵道
- 常磐快速線：柏站
- 常磐緩行線：南柏站 - 柏站 - 北柏站

東武鐵道
- 野田線（東武都市公園線）：豐四季站 - 柏站 - 新柏站 - 增尾站 - 逆井站 - 高柳站

首都圈新都市鐵道
- 筑波快線：柏之葉校園站 - 柏田中站

### 巴士
主要巴士業者有運行市內全域的東武巴士東與以東部為中心的阪東自動車。運行部分地區的巴士業者有千葉彩虹巴士、松戶新京成巴士。
高速巴士方面，柏站有前往仙台站、東京國際機場、成田國際機場的路線。
社區巴士方面，南部、沼南地區除上述的路線巴士，還可利用「柏共乘大型計程車」。當地過去曾有「柏社區巴士」營運，但在2013年3月廢止。部分地區也可利用流山綠巴士。
在柏社區巴士廢止後，為因應沼南地區出現交通空白地帶、路線巴士班次極度稀少的地區，2013年1月15日起提供需求型交通的「カシワニクル」。

### 道路
南北方向的常磐自動車道通過柏市北部，與國道16號於柏IC交會。JR常磐線旁有国道6号，並與通過中東部與北部的國道16號於呼塚交差點交會。呼塚交差點為立體交叉，與美女木JCT、穴川IC並列為著名塞車地點。此外，千葉縣道8號船橋我孫子線設有道之驛沼南。
- 高速道路
  - 常磐自動車道
- 一般国道
  - 国道6号（水戶街道）
  - 國道16號
  - 國道294號（日语：国道294号）（名目上的起點是呼塚交差點，但實質上的起點在取手市的國道294號入口交差點）

- 主要地方道
  - 千葉縣道7號我孫子關宿線（日语：千葉県道7号我孫子関宿線）
  - 千葉縣道8號船橋我孫子線（日语：千葉県道8号船橋我孫子線）
  - 茨城縣道、千葉縣道47號守谷流山線（日语：茨城県道・千葉県道47号守谷流山線）（守谷街道）
  - 千葉縣道51號市川柏線（日语：千葉県道51号市川柏線）

- 一般県道
  - 千葉縣道261號松戶柏線（日语：千葉県道261号松戸柏線）（舊水戶街道）
  - 千葉縣道278號柏流山線（日语：千葉県道278号柏流山線）
  - 千葉縣道279號豐四季停車場高田原線（日语：千葉県道279号豊四季停車場高田原線）
  - 千葉縣道280號白井流山線（日语：千葉県道280号白井流山線）
  - 千葉縣道282號柏印西線（日语：千葉県道282号柏印西線）

## 觀光
- 柏站周邊－多街頭音樂家。因年輕人眾多，有許多年輕人為客群的商店，有「東之澀谷」、「小澀谷」之稱。其中，柏站東口側（柏神社、柏郵便局（日语：柏郵便局）附近）多個人商店，又有類似裏原宿的「裏柏」之稱。
- 柏祭（日语：柏まつり）－7月下旬於柏站周邊舉行的2日活動，是市內最大祭典。參與人數約70萬人，也是千葉縣最大規模的活動。
- 柏踊（日语：柏おどり）、京北音頭－在上述的「柏祭」與市內盆踊等活動表演
- 柏、我孫子花火大會in手賀沼（舊稱：手賀沼花火大會）－8月上旬。柏市與我孫子市主辦的花火大會（合併前由柏、我孫子與沼南町2市1町主辦）。
2010年以前名為「手賀沼花火大會」，在手賀沼湖上施放1萬3500發的煙火，主會場有手賀沼公園（我孫子會場）、柏故鄉公園（柏第1會場）、舊沼南町地域（柏第2會場、舊稱：沼南會場）。2007年（平成19年）度達40萬5000人。
但2009年（平成21年）以景氣不佳難以募集贊助資金的理由宣布中止。2010年（平成22年），由企業贊助加上市民捐款重新舉行，但受到2011年（平成23年）東日本大震災的影響，2012年（平成24年）為了將預算用在東葛地域放射性物質因應對策而中止。
2013年（平成25年）。睽違三年的手賀沼花火大會更名為「柏、我孫子花火大會in手賀沼」。從原來的手賀沼周邊（柏的2會場、我孫子會場），加入利根運動廣場（新大利根橋附近）、下總航空基地、東京大學柏校區3處會場。總計施放約2萬4,000發煙火，人數達44萬人。[4]。
- 手賀沼鐵人三項（手賀沼トライアスロン）－8月下旬。縣協會公認的鐵人三項，場地在沼南地區。
- 手賀沼生態馬拉松（手賀沼エコマラソン）－10月。每年約8000人參與。
- ART LINE KASHIWA（日语：JOBANアートライン）－11月。藝術與音樂的協作活動。

### 景點、古蹟
- 紅龍山東海寺，稱布施辯天，與寛永寺辯天堂、江島神社並列為關東三辯天。
- 舊吉田家住宅（國家重要文化財）

### 觀光
手賀沼舊稱手下浦（てかのうら），為海跡湖。是手賀沼周邊居民的休閒場所。此外，手賀沼周邊的市域有道之驛沼南、手賀沼觀光度假村滿天之湯（手賀沼観光リゾート満天の湯）與手賀沼釣魚中心（手賀沼フィッシングセンター）。手賀沼的手賀大橋連結我孫子市與柏市。

## 知名人士
- 池田理代子－漫畫家※舊沼南町
- 浦和惠－聲優
- 岡野剛－漫畫家
- 後藤仁－日本畫家、亞細亞美人畫。
- 小名川高弘－音樂家（CHARCOAL FILTER）※舊沼南町
- 田中聖－藝人（前KAT-TUN）※舊沼南町
- 嗣永桃子－Berryz工房
- 谷澤健一－前職棒選手（中日龍）※舊柏町
- 長谷川京子－女演員、時尚模特兒※出生地為千葉縣船橋市。
- 魔裟斗－格闘家
- 山內一典－遊戲開發者。
- 酒井宏樹－足球選手（馬賽）

## 外部連結
行政
- 柏市 （页面存档备份，存于）
- 千葉縣柏市（官方）的X（前Twitter）
- YouTube上的柏市頻道

觀光
- 柏市觀光協會 （页面存档备份，存于）